# Epiphragma meridionalis
Epiphragma meridionalis là một loài ruồi trong họ Limoniidae. Chúng phân bố ở miền Australasia.